# 百火撩亂
《百火撩亂》（日语：百火撩乱）是日本女子音樂組合Kalafina的第21張單曲。2017年8月9日由SACRA MUSIC發行。

## 解說
《百火撩亂》是女子音樂組合Kalafina自從上一張單曲《into the world/märchen》以來，相隔4個月發行的最新單曲。同名標題曲也被2017年7月至9月在TOKYO MX等UHF系首播的電視動畫《活擊 刀劍亂舞》選為片尾主題曲使用。
販售形式有通常盤、初回限定盤及期間限定盤（動畫盤）共3種，初回限定盤的DVD／BD有收錄同名標題曲的音樂MV。期間限定盤（動畫盤）有附贈同名電視動畫的片尾動畫影片。完全生產限定盤（模擬唱片盤）則分成5種形式發行，同年7月12日於網路上先行配信電視動畫長度版。

## 收錄歌曲
所有歌曲由梶浦由記作詞、作曲、編曲。
通常盤、初回限定盤
1. 百火撩亂
2. 百火撩亂 ～instrumental～
3. ～instrumental～

DVD／BD（僅在初回限定盤收錄）
1. 百火撩亂 MV

期間限定盤（動畫盤）
1. 百火撩亂
2. 百火撩亂 ～instrumental～
3. ～instrumental～
4. 百火撩亂 ～TV size～

DVD
1. 電視動畫「活擊 刀劍亂舞」片尾動畫 無字幕版

完全生産限定盤（模擬唱片盤）
1. 百火撩亂
2. 百火撩亂 ～instrumental～
3. ～instrumental～
4. ～instrumental～
5. 百火撩亂 ～TV size～

## 外部連結
- SACRA MUSIC（Sony Music）官方網站的歌曲介紹頁面
  - 初回生産限定盤A/DVD盤 （页面存档备份，存于） （日語）
  - 初回生産限定盤B/Blu-ray盤 （页面存档备份，存于） （日語）
  - 通常盤 （页面存档备份，存于） （日語）